# 低桃樹 (阿拉巴馬州)
低桃樹（英語：Lower Peach Tree）是位於美國阿拉巴馬州威爾科克斯縣的一個非建制地區。該地的面積和人口皆未知。

## 地理
低桃樹的座標為31°50′27″N 87°32′43″W / 31.84083°N 87.54528°W，而該地的平均海拔高度為58米（即190英尺）。